# Eugen Karl Petzold
Eugen Karl Petzold (Ronneburg, Altenburg, Turíngia, 7 de novembre de 1813 - Basilea, Suïssa, 22 de gener de 1889) fou un músic alemany que destacà com a director d'orquestra. Estudià a Leipzig, i el 1839 fou nomenat director d'orquestra del teatre de Bautzen. Després ocupà una plaça de professor en un col·legi de Suïssa, i el 1842 fou nomenat organista de Morat, passant el 1844 a Zofingue (Suïssa) com a organista. En aquesta població adquirí ben aviat molta fama a causa dels concerts que organitzà i dirigí personalment durant molts anys.